# North & South (Film)
North & South ist die zweite Verfilmung der BBC nach dem gleichnamigen Roman von Elizabeth Gaskell. Der Film spielt um 1850 im viktorianischen England vor dem Hintergrund der Industriellen Revolution. Während dieser Zeit verlor der vorwiegend südenglische Landadel, der von den Einkünften seiner Güter und Grundstücke lebte, an gesellschaftlicher Bedeutung, während der „Industrieadel“, die reich gewordenen Fabrikbesitzer aus Nordengland, zunehmend zahlreicher und politisch einflussreicher wurde. Der Film schildert das Aufkommen der ersten Gewerkschaften mit einiger Sympathie, folgt aber Gaskells konservativer bzw. reformistischer Perspektive und predigt die Versöhnung der Klassengegensätze. Kooperativen, nicht Gewerkschaften, Kooperation, nicht Konfrontation werden als die Lösung der brennenden sozialen Probleme präsentiert.

## Ausstrahlung
Die vierteilige Fernsehserie wurde in Großbritannien auf dem Sender BBC One erstmals vom 14. November bis 5. Dezember 2004 einmal wöchentlich ausgestrahlt. Im deutschsprachigen Raum wurde die erste Episode der Miniserie auf dem Pay-TV-Sender RTL Passion erstmals am 7. Oktober 2012 im Abendprogramm gezeigt, jedoch erschien die deutsche Synchronfassung bereits im Jahr 2006 auf DVD.

## Handlung
Margaret Hale, Tochter eines südenglischen Landpfarrers, gehört aufgrund ihrer Herkunft und Erziehung zur Oberschicht, obwohl ihre Eltern kein eigenes Vermögen besitzen. Sie leben in einem idyllischen Pfarrhaus in Helston in Hampshire, für Margaret das Paradies auf Erden. Margaret ist jedoch sehr direkt und naiv. Dies wird deutlich, als sie den Heiratsantrag des Anwalts Henry Lennox ablehnt. Dieser wirft ihr vor, ihn durch ihre Äußerungen in unpassender Weise ermutigt zu haben und sich nicht wie eine Londoner Dame zu benehmen.
Margaret, ihre kränkelnde Mutter und ihre langjährige Dienerin Dixon sind schockiert, als Mr Hale sich dem Nonkonformismus zuwendet, die Anglikanische Kirche verlässt und die Familie so Heim und Einkommen verliert. Mr Hale betont jedoch gegenüber seiner Tochter, wie wichtig es sei, seinem Gewissen zu folgen. Die Hales ziehen in den Norden Englands in die aufstrebende Industriestadt Milton in Darkshire, wo Mr Hale durch Vermittlung seines Studienkollegen Mr Bell als Privatlehrer arbeiten kann, unter anderem in einer Sonntagsschule für Fabrikarbeiter. Über die Gründe seines Kirchenaustritts sind hier vielerlei Gerüchte im Umlauf.
Margaret ist nicht nur von dem Gegensatz zwischen der vertrauten ländlichen Idylle in Helston und dem eleganten London und der schmutzigen Industriestadt schockiert, sondern auch über die Miltoner Gesellschaft, die aus reichen Fabrikbesitzern besteht, die sie nicht als „Gentlemen“ und gesellschaftlich ebenbürtig ansieht. Baumwolle ist dort die Kleidung der Unterklasse, während die vornehme Gesellschaft sich in Leinen kleidet. Zudem ist sie entsetzt über die Lebens- und Arbeitsbedingungen der Arbeiter in der dort florierenden Baumwollindustrie. Als sie eine Fabrikhalle betritt, bekommt sie wegen des Baumwollstaubs kaum Luft. In einem Brief an ihre Base in London beschreibt sie Milton wegen der überall in den Fabriken umherfliegenden Baumwollfasern als die weiße Hölle.
Bei der ersten Begegnung mit dem charismatischen Fabrikbesitzer John Thornton, einem Schüler ihres Vaters, schlägt dieser einen Arbeiter zusammen, weil dieser in der Fabrikhalle rauchte. Margaret ist entsetzt. Thornton jedoch ist von ihr fasziniert. Da er sich aber ihrer Meinung über ihn bewusst ist, rechnet er sich keine Chancen bei ihr aus. Thornton studiert bei Margarets Vater die Werke von Plato, die beiden werden Freunde, und der Vater tadelt seine Tochter wegen ihres herablassenden Benehmens gegenüber Thornton und ihrer Weigerung, seine Hand zu schütteln. Thornton ist stolz darauf, dass er sich selbständig zu einem Fabrikbesitzer hochgearbeitet hat, nachdem sein Vater durch Spekulationen pleiteging und die Familie lange in Armut lebte. Er glaubt, dass es wirtschaftlich sinnvoll ist, die Lebensbedingungen der Arbeiter zu verbessern, und hat deshalb, im Gegensatz zu den anderen Fabrikanten, in seiner Spinnerei einen Ventilator installiert, der die Lebensdauer besonders der Kinder erhöht.
Seine Mutter hilft immer noch in der Fabrik mit und ist sehr stolz auf ihren Sohn, den sie ungern mit einer anderen Frau teilen möchte. Unauffällig hintertreibt sie so jeden näheren Kontakt mit Margaret. Thorntons Schwester Fanny hat ein typisch neureiches Benehmen und wirft gern mit Geld um sich, was sie der verarmten Margaret unsympathisch macht. Die Thorntons kennen nur den Norden, für Fanny ist London so mythisch wie die Alhambra, die sie aus den Werken Washington Irvings kennt.

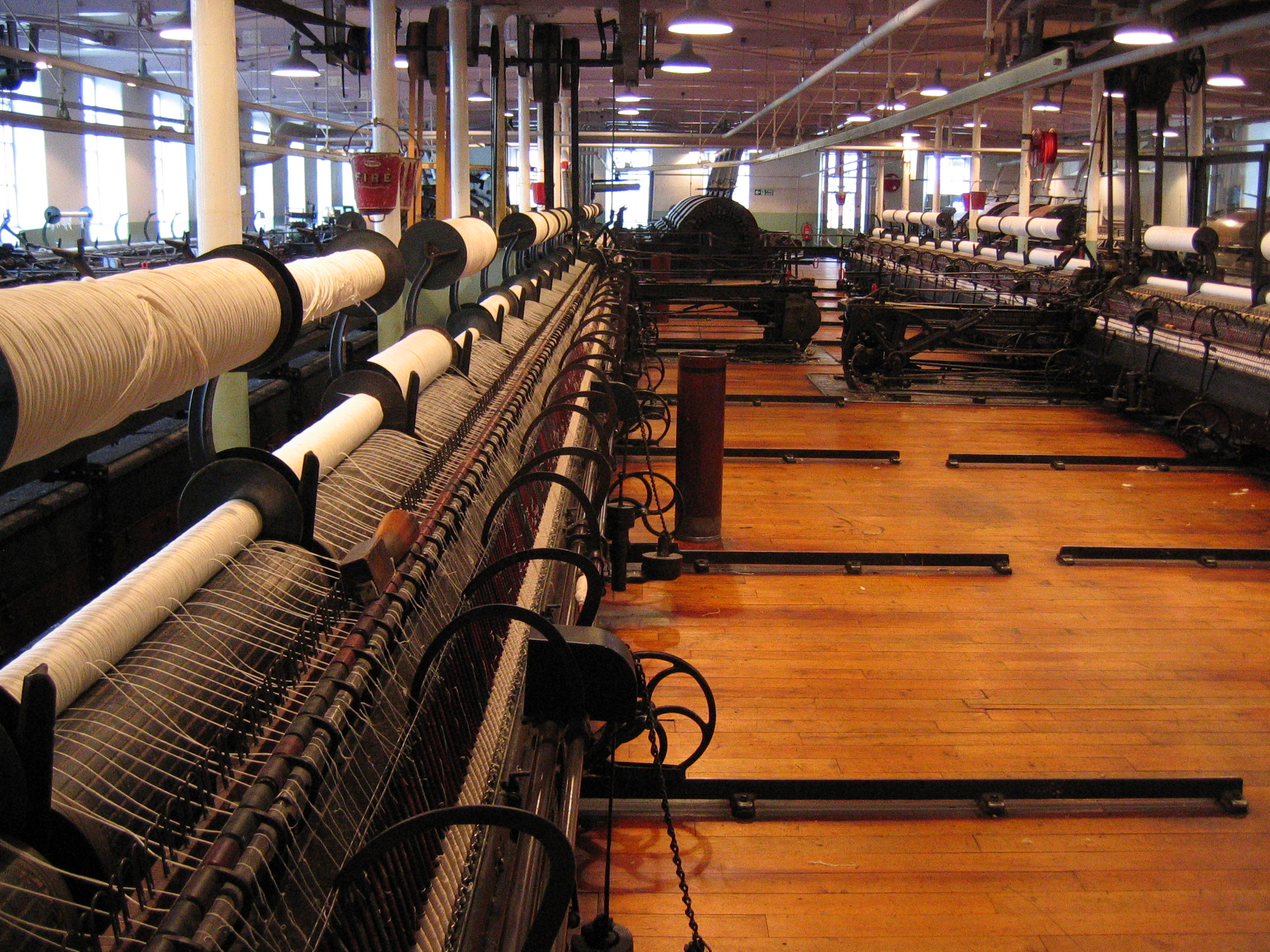
Spinnmaschinen im Helmshore Mills Textile Museum, einem der Drehorte

Margaret freundet sich mit der Arbeiterin Bessy Higgins an, der Tochter des örtlichen Gewerkschaftsführers Nicholas Higgins, die an Baumwollstaublunge leidet. Durch diese Freundschaft gewinnt sie tieferen Einblick in die üblen Lebensbedingungen der Arbeiter. Da die Hales sich keine weitere Dienerin leisten können – da die Frauen in der Fabrik arbeiten können, sind sie nicht bereit, niedrige Löhne und schlechte Arbeitsbedingungen zu akzeptieren –, muss Margaret wenig standesgemäß im Haushalt helfen und lernt zu waschen, zu bügeln und zu stärken, was sie jedoch weitgehend klaglos tut.
Organisiert von Higgins schließen sich die Baumwollarbeiter der Stadt zusammen. Nach einem Treffen in einer durch Hale vermittelten Halle treten sie in Streik, um eine Lohnerhöhung durchzusetzen. Da keine der Parteien bereit ist nachzugeben, zieht sich der Streik über Wochen hin und die Arbeiter hungern. Margaret versucht, deren Not so gut es geht zu lindern. Das bringt sie jedoch in Konflikt mit Thornton und den anderen Fabrikbesitzern. Als die hungernden Arbeiter herausfinden, dass Thornton Streikbrecher aus Irland geholt hat, kommt es zu einem Aufstand. Die prinzipienfeste, aber naive Margaret überredet Thornton, mit den Arbeitern zu reden. Diese sind jedoch erbittert. Margaret versucht zu vermitteln und stellt sich zwischen Thornton und die wütende Menge. Dabei wird sie von einem Ziegelstein, der Thornton galt, am Kopf getroffen. Der Aufstand wird von der Armee niedergeschlagen, und der Gewaltausbruch beendet auch den Streik und schwächt die Gewerkschaft.
Thornton, ermutigt von Margarets Benehmen, macht ihr am nächsten Tag einen Heiratsantrag, den Margaret jedoch ablehnt. Sie glaubt, Thornton wolle nur ihren Ruf schützen, und sieht sich erneut in ihrer Auffassung bestätigt, dass er kein Gentleman sei. Dies gibt sie ihm in deutlichen Worten zu verstehen.

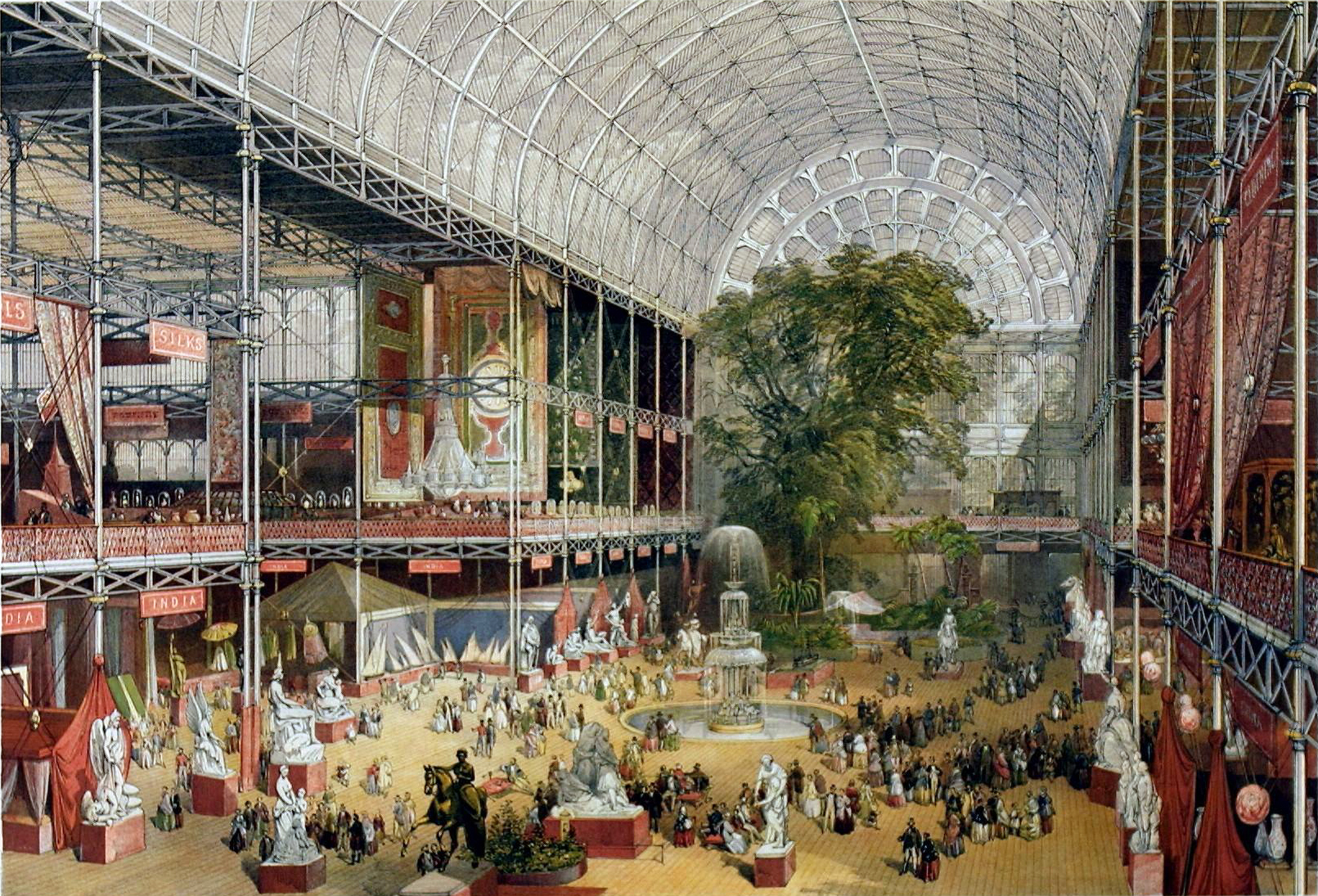
Der Kristallpalast, Schauplatz der Londoner Weltausstellung von 1851

Bald darauf stirbt Margarets Freundin Bessy Higgins an Baumwollstaublunge. Margaret reist auf Drängen ihrer Mutter nach London zur Weltausstellung. Thornton hat hier Spinnereimaschinen ausgestellt, um Investoren anzuwerben. Die Maschinen beeindrucken Margarets Freunde, aber seine rüde Reaktion auf ihre „südliche Frivolität“ empört sie. Selbst seine Schwester Fanny nennt ihn einen Grobian.
Der Zustand von Margarets Mutter, die schon länger krank ist, verschlechtert sich rapide. Margaret informiert ihren in Cádiz lebenden Bruder Frederick. Diesem droht wegen Meuterei in England die Todesstrafe, weswegen die Hales ihn nie erwähnen. Als Frederick heimlich an das Totenbett seiner Mutter eilt, wird er von dem zwielichtigen Leonards wiedererkannt, der weiß, dass auf seinen Kopf eine Belohnung ausgesetzt ist. Noch in derselben Nacht bringt Margaret Frederick wieder zum Bahnhof, damit er das Land sicher wieder verlassen kann. Thornton beobachtet, wie sie ihn zu Abschied umarmt, weiß jedoch nicht, dass er ihr Bruder ist. Bevor Frederick in den Zug steigen kann, taucht Leonards auf. Es kommt zu einem Handgemenge, bei dem Leonards eine Treppe hinunterfällt, sich aber aufrappelt und verschwindet. Frederick gelingt es gerade noch, den Zug nach London zu erreichen. Leonards wird wenig später tot aufgefunden. Da Zeugen des Handgemenges Margaret erkannt haben, wird sie von einem Polizeiinspektor befragt. Margaret, die nicht weiß, ob ihr Bruder schon das Land verlassen hat, und um seine Sicherheit fürchtet, leugnet, am Bahnhof gewesen zu sein. Der Polizist droht ihr mit einer öffentlichen Gegenüberstellung mit den Zeugen, bei der sie ein Alibi präsentieren muss. Als Thornton, der als Magistrat der Stadt für die Ermittlungen zuständig ist, von Margarets Verwicklung in die Sache erfährt, stellt er das Ermittlungsverfahren ein. Margaret ist sich im klaren, dass Thornton denkt, dass sie einen Geliebten zum Bahnhof gebracht hat, und auch von ihrer Lüge weiß. Erst in dem Bewusstsein, dass sie seine gute Meinung damit verloren hat, wird ihr allmählich klar, wie viel ihr diese bedeutet hat. Thorntons Mutter warnt Margaret, dass ihr guter Ruf in Gefahr ist und dass die Leute „reden“.
Fanny, Thorntons Schwester, hat sich mit Watson, einem älteren Spinnereibesitzer, verlobt und plant eine glanzvolle Hochzeit, ohne sich darüber Gedanken zu machen, wie ihr Bruder sie bezahlen soll.
Inzwischen stellt Thornton Margaret zuliebe Nicholas Higgins ein, der seit dem Streik auf der schwarzen Liste steht und keine Arbeit bekommt. Er muss ihm jedoch versprechen, sämtliche gewerkschaftlichen Aktivitäten einzustellen, hart zu arbeiten und sein „Gehirn zu Hause zu lassen“. Higgins verrät die Ideale der Gewerkschaft, da er für die verwaisten Kinder eines Kollegen Boucher sorgt, der sich aus Verzweiflung ertränkt hat. In der Folgezeit kommt es zu einer Annäherung zwischen den beiden Männern, die Verständnis für die Position des anderen entwickeln. Higgins richtet in einem leerstehenden alten Schuppen, den Thornton großmütig zur Verfügung stellt, eine Kooperative ein, in der seine überlebende Tochter Mary für die Arbeiter kocht. Schließlich isst auch Thornton hier zusammen mit seinen Arbeitern Eintopf. Thornton hat zunehmend mit wirtschaftlichen Schwierigkeiten zu kämpfen. Da er aufgrund des Streiks seine Aufträge nicht erfüllen konnte, kann er seinen Kreditverpflichtungen nicht mehr nachkommen. Ein befreundeter Bankier lädt ihn ein, sich an Spekulationen zu beteiligen, dies lehnt Thornton jedoch ab, da er die Lohngelder der Arbeiter nicht gefährden will. Er muss zunehmend Arbeiter entlassen.
Als Margarets Vater während eines Besuchs bei seinem Freund Bell in Oxford verstirbt, kehrt sie nach London zu ihrer Tante zurück. Sie fühlt sich hier jedoch nicht wohl, da sie sich an eine unabhängige Lebensweise gewöhnt hatte. Ihr ehemaliger Verehrer Henry Lennox macht ihr wieder den Hof, und ihre Base, seine Schwägerin, sähe es gerne, wenn die beiden heirateten. Ihr Patenonkel Mr Bell, der unheilbar krank ist, überschreibt ihr sein Vermögen. Thornton muss dies in seiner Eigenschaft als Friedensrichter bestätigen. Bell lehnt es ab, dem zunehmend verzweifelten Thornton zu helfen, und zieht sich für seine letzten Monate nach Argentinien zurück. Margaret vermisst Milton und erkennt, dass sie den Süden und seine vorgeblich idyllischen Lebensbedingungen immer romantisiert hat. Bei einem Besuch mit Bell in Helston muss sie erkennen, dass sich auch hier viel geändert hat, der neue Pfarrer hat den Rosengarten gerodet, um Platz für seine sieben Kinder zu schaffen.

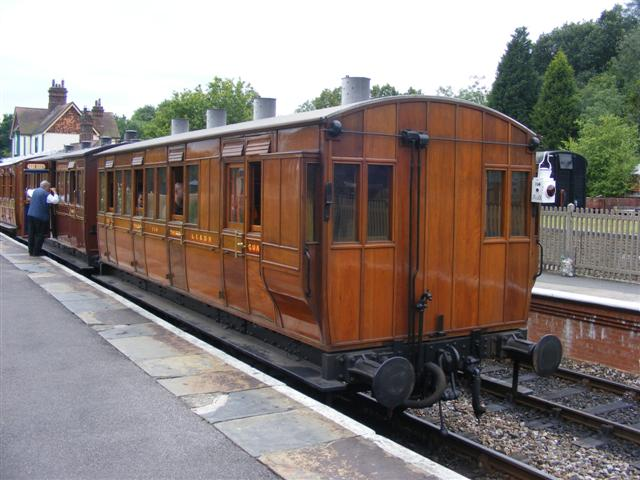
Waggon der historischen Bluebell Railway, entsprechend den im Film verwendeten

Thornton muss die Fabrik schließen. Zu dieser Zeit erfährt er von Higgins, dass der Mann, mit dem er Margaret am Bahnhof gesehen hat, ihr Bruder war. Er reist nach Helston und pflückt dort eine gelbe Rose, die in einer Hecke überlebt hat – woher er von deren Bedeutung für Margaret weiß, bleibt unklar.
Margaret will Thornton helfen und in seine Fabrik investieren, ironischerweise mit Geld, das Bell durch erfolgreiche Spekulationen erworben hatte. Sie reist zurück in den Norden, um dies Thornton als rein geschäftliches Angebot zu unterbreiten. In Milton trifft sie in der leeren Fabrik jedoch nur dessen Mutter an, die ihr Schadenfreude an ihrem Unglück vorwirft. Auf der Rückreise begegnen sich Thornton und Margaret zufällig auf einem Bahnhof. Nachdem alle Missverständnisse ausgeräumt sind, wird ihnen klar, dass sie sich lieben, und Margaret kehrt mit Thornton nach Milton zurück.

## Personen
Margaret Hale – die weibliche Hauptperson des Films. Sie gehört zur südenglischen Gentry, ist intelligent, freimütig und energisch, zu Anfang jedoch von Standesdünkel erfüllt. Sie verliebt sich in Thornton.
Richard Hale – der Vater von Margaret. Er ist Landpfarrer, der aufgrund einer Glaubenskrise die Kirche verlässt. Er zieht mit seiner Familie nach Milton in Nordengland, um dort als Privatlehrer zu arbeiten.
Maria Hale – die kränkliche Mutter Margarets. Sie kann sich mit dem Verlust ihrer gesellschaftlichen Stellung, dem Umzug nach Milton und der dortigen Gesellschaft nicht abfinden.
Frederick Hale – der Bruder von Margaret. Er ist ein ehemaliger Marine-Offizier, lebt in Spanien, da ihm in England wegen Meuterei die Todesstrafe droht. Er wird aus diesem Grund von seiner Familie nie erwähnt. Er kommt heimlich zu Besuch, als seine Mutter im Sterben liegt, und bringt Margaret damit in Schwierigkeiten.
Dixon – langjähriges Dienstmädchen der Hales, Mrs. Hale treu ergeben
Edith – Margarets verheiratete Kusine und Brieffreundin gehört zur „besseren Gesellschaft“ Londons.
Aunt Shaw – Margarets Tante und Ediths Mutter.
Henry Lennox – Londoner Rechtsanwalt und Ediths Schwager. Er macht Margaret einen Heiratsantrag, den diese jedoch ablehnt.
Mr. Bell – Freund von Mr. Hale und Margarets Patenonkel. Er überschreibt Margaret sein beträchtliches Vermögen.
John Thornton – Männliche Hauptperson des Films, der sich Margaret verliebt. Er ist Besitzer einer Baumwollspinnerei und Magistrat der nordenglischen Stadt Milton. Nach einem Bankrott der Familie hat er sich in nur 16 Jahren wieder zum Fabrikbesitzer hochgearbeitet und bietet seinen Arbeitern vergleichsweise gute Arbeitsbedingungen.
Hannah Thornton – die Mutter Thorntons. Sie ist intelligent, energisch und willensstark und in ihren Sohn vernarrt.
Fanny Thornton – Thorntons Schwester. Sie ist Ichbezogen, oberflächlich und nur an ihrem eigenen Wohlergehen interessiert. Heiratet Mr. Watson, den Inhaber einer Baumwollspinnerei nur aus finanziellen Gründen.
Jane – ein Dienstmädchen der Thorntons ist Leonards, einem Tunichtgut, verlobt.
Williams – Thorntons Fabrikaufseher
Mr. Latimer – Thorntons Bankier
Anne Latimer – Mr. Latimers Tochter, Freundin von Fanny
Mr. Watson – Besitzer einer Baumwollspinnerei; Fannys Verlobter
Mr. Hamper – Besitzer einer Baumwollspinnerei
Mr. Slickson – Besitzer einer Baumwollspinnerei
Bessy Higgins – Fabrikarbeiterin und Margarets Freundin. Stirbt an der Berufskrankheit Baumwollstaublunge.
Nicholas Higgins – Bessys Vater. Er ist Arbeiter und Gewerkschaftsführer und organisiert einen Streik, um Lohnerhöhungen durchzusetzen.
Mary Higgins – Bessys Schwester
Boucher – Arbeiter und unfreiwilliges Gewerkschaftsmitglied. Er ist einer der Rädelsführer des Aufstands und begeht schließlich Selbstmord.
Stevens – Arbeiter in Thorntons Fabrik. Er wird trotz Rauchverbot beim Rauchen in der Fabrik erwischt, deswegen von Thornton zusammengeschlagen und entlassen.
Leonards – Tunichtgut aus dem Süden, der Frederick Hale wiedererkennt. Er stirbt nach einem Handgemenge mit Frederick unter ungeklärten Umständen.
Inspector Mason – Polizist, der wegen des Todes von Leonards ermittelt

## Produktion

### Unterschiede zum Roman
Die Verfilmung hält sich in der Handlung eng an den Roman, einige Szenen und Charaktere werden jedoch freier interpretiert.
- Miss Latimer kommt im Roman nicht vor. Ihre (stumme) Rolle wurde im Film lediglich eingebaut, um Margarets erwachende Eifersucht zu illustrieren.

- Die Rolle des Mr. Bell ist wesentlich ironischer angelegt als im Buch. Im Buch stirbt er und hinterlässt Margaret sein Vermögen. Im Film überschreibt er ihr sein Vermögen und zieht sich nach Südamerika zurück, als er erfährt, dass er todkrank ist. Die Änderung wurde vorgenommen, um die Stimmung des Films nicht noch mit einem weiteren Todesfall zu belasten.[3]

- Die erste Begegnung zwischen Margaret und Thornton findet im Roman im Hotel statt, nicht in der Fabrik. Im Roman betritt Margaret die Fabrik nie.

- Thornton wird im Film durch den tätlichen Angriff auf den Arbeiter als jähzornig und gewalttätig eingeführt, was er im Buch nicht ist. Im Buch sieht Margaret nur auf ihn herab, weil er Fabrikant ist, während im Film die Behandlung seiner Arbeiter im Vordergrund steht.

- Im Buch ist Thornton während seines Besuchs zum Tee fasziniert von einem Armband an Margarets Arm. Im Film spielt das Armband keine Rolle.

- Im Buch gesteht Thornton der nach dem Kopftreffer bewusstlosen Margaret seine Liebe, im Film nicht.

- Im Buch wird Margaret mit Frederick, der ihre Hand hält, gegen 17.30 Uhr am Bahnhof gesehen. Im Film ist es bereits nach 23.00 Uhr.

- Der Inspector heißt im Buch Watson, im Film Mason.

- Im Film besucht Margaret während der Krankheit ihrer Mutter die Londoner Weltausstellung von 1851, wo sie Thornton wieder trifft. Diese Szene kommt im Buch nicht vor. Inhaltlich wurde hier ein im Buch erst gegen Ende stattfindendes Treffen bei einer Dinnerparty im Hause Ediths verarbeitet.

- In der Schlussszene des Films treffen sich Margaret und Thornton zufällig auf einem Bahnhof wieder, wo sie ihm ihren geschäftlichen Vorschlag unterbreitet. Im Buch hatte Henry Lennox Thornton in London getroffen und zu Ediths Dinnerparty eingeladen. Am nächsten Tag bittet Margaret dann Henry und Thornton zu einer geschäftlichen Unterredung in Ediths Haus. Zudem fällt die Szene im Film wesentlich leidenschaftlicher aus als im Buch beschrieben. Besonders diese Änderung der Szene und des Handlungsortes hat zu einiger Kritik geführt, weil zu viktorianischer Zeit ein derartiges Benehmen in der Öffentlichkeit denkbar unschicklich gewesen wäre.[3]

### Drehorte

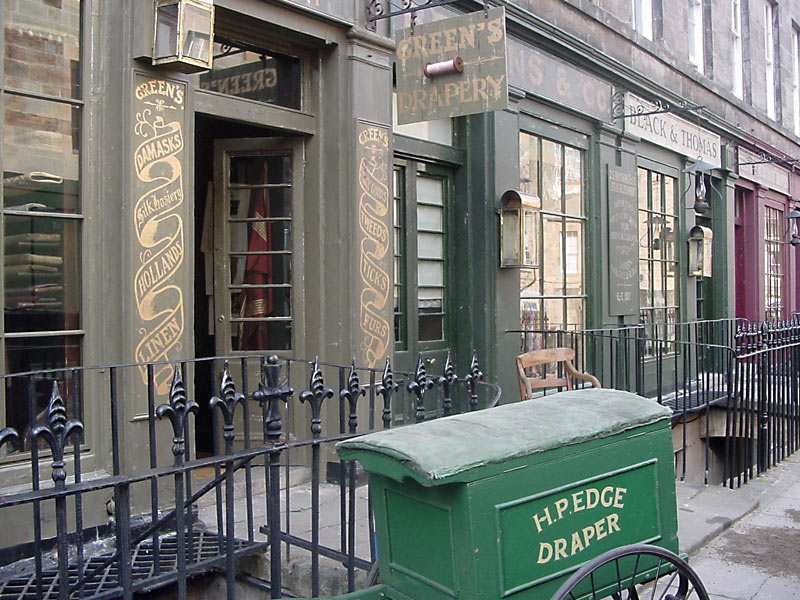
Die William Street in Edinburgh im Mai 2004 während der Dreharbeiten

Die Dreharbeiten begannen Ende April 2004 und dauerten 12½ Wochen bis Juli 2004.
- Die Hauptdrehorte waren Edinburgh, Keighley (West Yorkshire) und London, wobei in Edinburgh die meisten Außenaufnahmen gedreht wurden, die Milton und das Viktorianische London darstellen sollten.[4][5]

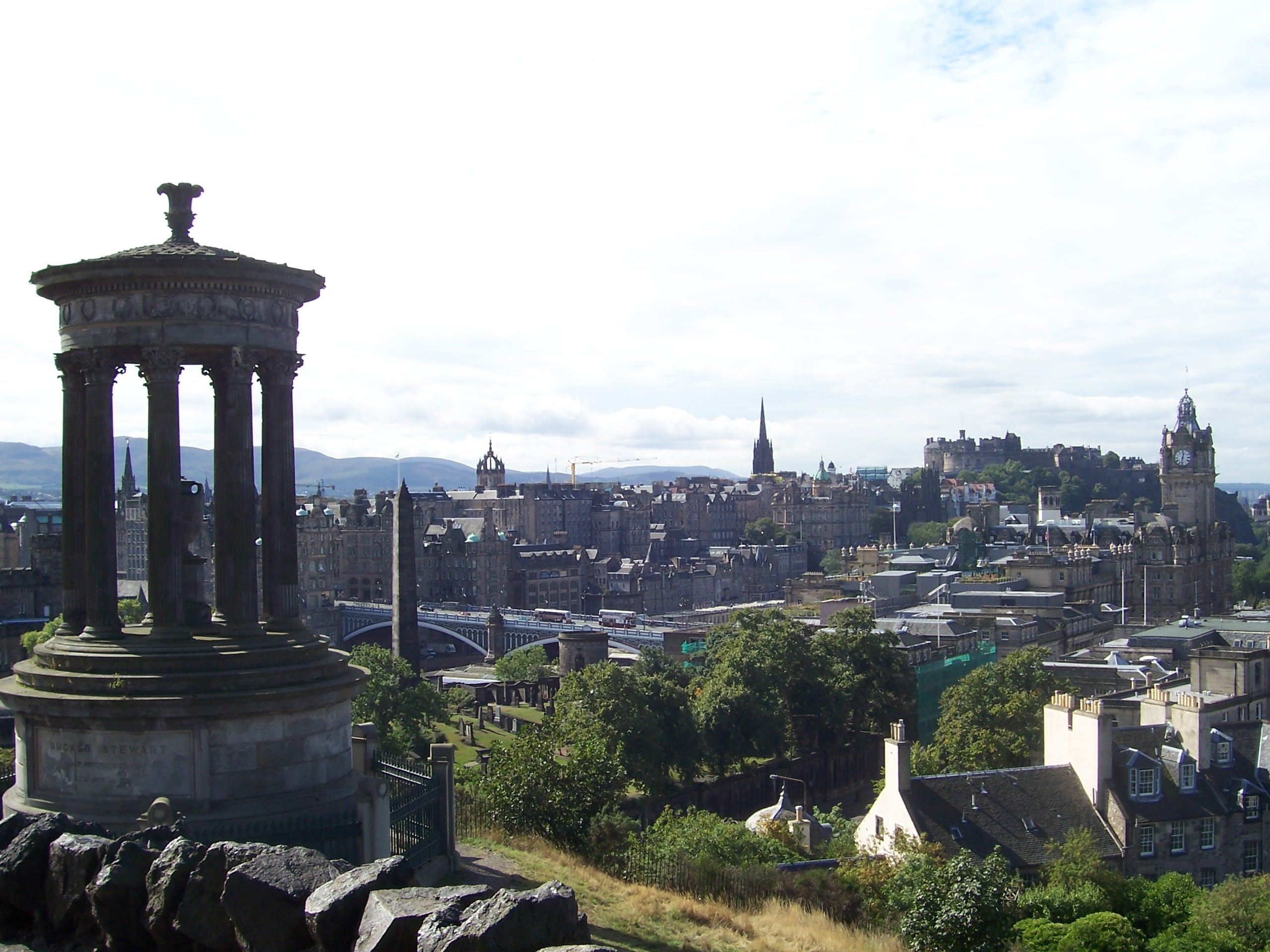
Blick vom Carlton Hill in Edinburg auf „Milton“

- Drei Drehorte wurden für die Baumwollspinnerei Marlborough Mills benutzt: Dalton Mill in Keighley (West Yorkshire) für die Außenaufnahmen und Queen Street Mill in Harle Syke, Burnley (Lancashire) sowie das Helmshore Mills Textile Museum in Helmshore, Rossendale (Lancashire) für die Innenaufnahmen.[4][5][3]

- Das Haus der Hales mit zwei Stockwerken und dem gesamten Treppenhaus wurde in den Ealing Studios in London komplett neu gebaut. Die Küche der Hales wurde auch als Wohnung der Higgins’ benutzt.[4]

- Die Weltausstellung wurde im Alexandra Palace in Nord-London gefilmt.[4]

- Die Szenen in Helstone wurden in Hambleden, Buckinghamshire gedreht.

- Die Szenen am Anfang und am Ende wurden in Burnley (Lancashire) und der historischen Bluebell Railway in Sussex gedreht.[5][3]

### Trivia

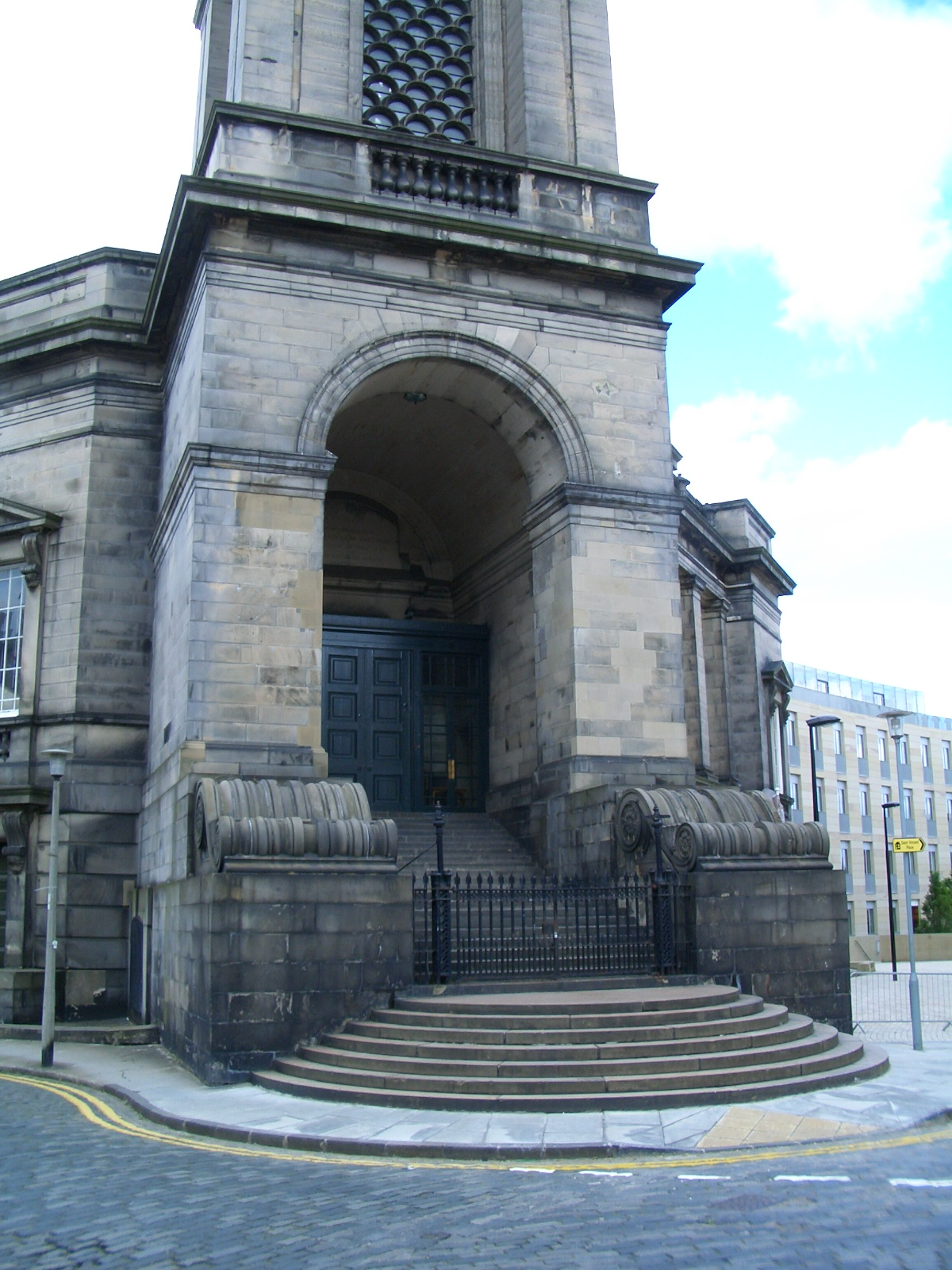
Die St. Stephen’s Church in Edinburgh, Schauplatz des „300-Meilen-Blicks“

- Die Eröffnungsszene, in der Margaret zum ersten Mal nach Milton fährt, war die letzte Szene, die gedreht wurde.[3]

- Die gelben Rosen, die das Pfarrhaus in Helstone umgeben, sind alle künstlich und mussten in stundenlanger Kleinarbeit angebracht werden.[3]

- Um den Unterschied zwischen Helstone und Milton zu verstärken, wurden bei den Anfangsszenen in Helstone die Grüntöne verstärkt, während in Milton die Farben gedämpft wurden. Im Verlauf des Films ändert sich dies allmählich, um Margarets Gewöhnung an Milton zu verdeutlichen.[3]

- Die Szene, in der Margaret die Treppe zum Treffen der Gewerkschafter hochsteigt und dabei von Thornton beobachtet wird, wird der „300-Meilen-Blick“ genannt, weil die Treppe sich in Edinburgh befindet, das Fenster, aus dem heraus Thornton sie angeblich beobachtet, jedoch in London gefilmt wurde.[3]

- In der Schluss-Szene wurde nur ein Zug verwendet. An einem Tag wurden die Szenen auf der einen Seite des Bahnhofs gedreht, am nächsten die auf der Gegenseite.[3]

- Die Kuss-Szene auf dem Bahnhof wurde aus jeder der vier Kamerapositionen 3- bis 4-mal gedreht.[3]

- Tim Pigott-Smith (Mr. Hale) spielte in der Verfilmung von 1975 Frederick Hale.[6]

## Pressestimmen
- The Times: Eine intelligente, bewegende, nachdenklich stimmende und visuell eindrucksvolle Adaption.[7]
- Sunday Express: Dies ist Stolz und Vorurteil mit sozialem Gewissen, eine Kollision zwischen der Geradlinigkeit des Nordens und dem empfindlichen Feingefühl des Südens.[8]
- The Independent:… North and South ist eine aufwendige Produktion, die sich auf ein starkes Ensemble stützt … In vielerlei Hinsicht ist es eine sehr moderne Geschichte, was Arbeitszeitverkürzung und den Zusammenprall unterschiedlicher Schichten und Kulturen angeht, und sie bietet einen überzeugenden Blick auf die Kluft zwischen Nord und Süd. Noch beunruhigender ist aber vielleicht, dass es ein Drama ist, das einen mit der Frage zurücklässt, wie viel sich tatsächlich geändert hat. [9][10]
- The Hollywood Reporter: Ein historisches Drama kann einfach kaum noch hervorragender sein als dieses von den Briten produzierte Historienstück im Stil von „Stolz und Vorurteil“, das voller Leidenschaft, Spannung, Klassenkampf und schwelender sexueller Energie ist. … Kurz gesagt: eine wunderschön produzierte historische Miniserie, die praktisch vor Qualität überquillt.[11][12]
- VideoWoche: Viktorianische Gesellschaftsstarre, die Umwälzungen der Industrialisierung und dramatische Klassenkämpfe spiegeln sich wider in einer vierstündigen BBC-Adaption eines Literaturklassikers von Elizabeth Gaskell. … Große Gefühle in historischem Rahmen, Freunde von epischen Romanzen schluchzen mit.
- Movieman.de: Das Ergebnis ist ein ansprechendes Drama, das eine exakte Nachbildung vergangener Zeiten bietet und mit viel Lokalkolorit zu überzeugen weiß. KSM hat hier eine kleine Perle entdeckt, die Fans von „Stolz und Vorurteil“ gefallen dürfte. Herausragend ist Richard Armitage als John Thornton. Er strahlt sehr viel Charisma aus und ist ein Mime, den man definitiv im Auge behalten muss. Dass Hollywood noch nicht auf ihn aufmerksam geworden ist, ist erstaunlich. Fazit: Großes britisches Drama.[13]

## Auszeichnungen
Bei der Online-Zuschauerwahl der BBC wurde North & South zum „Besten TV-Drama 2004“ gewählt und die Hauptdarsteller Richard Armitage und Daniela Denby-Ashe zum „Besten Schauspieler“ bzw. zur „Besten Schauspielerin“.

## Deutsche Fassung
Die deutsche Version erschien erstmals 2006 auf DVD und wurde im Vergleich zum englischen Original um ca. 25 min gekürzt. Dabei wurden 54 Szenen ganz oder teilweise geschnitten, darunter fast alle Szenen mit Fanny sowie große Teile der Hintergründe für den Streik und Thorntons finanzielle Schwierigkeiten. Inzwischen erschien 2010 unter dem Titel North & South (Langfassung) zusätzlich nun auch die ungekürzte Fassung auf Deutsch.

### Synchronsprecher
| - Margaret Hale: Tanja Geke - John Thornton: Jacques Breuer - Richard Hale: M.G. Kilbinger - Maria Hale: Gisela Claudius - Hannah Thornton: Regine Albrecht - Nicholas Higgins: Thomas Petruo - Bessy Higgins: Anna Maxwell Martin - Fanny Thornton: Solveig Duda - Boucher: Stefan Schleberger | - Mr. Bell: Jürgen Thormann - Frederick Hale: Heiko Obermöller - Aunt Shaw: Sibylle Kuhne - Henry Lennox: Andreas Meese - Edith Lennox: Michaela Kametz - Captain Lennox: Heiko Obermöller - Mary Higgins: Corinna Dorenkamp - Leonards: Stefan Schleberger - Inspector Mason: Thomas Lang |